# یازده‌تای بعدی
یازده تای بعدی یا یازده دیگر یا یازده کشور دیگر (اختصاری N11) به یازده کشور بنگلادش، مصر، اندونزی، ایران، مکزیک، نیجریه، پاکستان، فیلیپین، ترکیه، کره جنوبی و ویتنام گفته می‌شود که توسط بانکداری سرمایه‌گذاری گلدمن ساکس و جیم اونیل اقتصاددان سرشناس در یک مقاله علمی، همراه با بریکس به عنوان بزرگ‌ترین اقتصادهای دارای پتانسیل ظهور در قرن بیست و یکم شناخته شدند. این کشورها در مجموع ۱۰ میلیون کیلومتر مربع مساحت و ۱۴۶۰ میلیون نفر جمعیت دارند. تولید ناخالص داخلی این کشورها ۶٫۵ تریلیون دلار است. به لحاظ خرید برابری قدرت (PPP)، تولید ناخالص داخلی آن‌ها به ۱۵٫۵ تریلیون دلار رسید.

## اطلاعات کشورها
| کشور      | جمعیت       | تولید ناخالص داخلی (GDP یا PPP) در تریلیون (۲۰۱۸) | تولید ناخالص داخلی (۲۰۱۸) | تولید ناخالص داخلی (برابری قدرت خرید) به ازای هر نفر (۲۰۱۸) | سرانه تولید ناخالص داخلی (اسمی) (۲۰۱۸) | صادرات (۲۰۱۴)  | واردات (۲۰۱۴)  | تجارت (۲۰۱۴)     | شاخص توسعه انسانی (۲۰۱۵) |
| --------- | ----------- | ------------------------------------------------- | ------------------------- | ----------------------------------------------------------- | -------------------------------------- | -------------- | -------------- | ---------------- | ------------------------ |
| بنگلادش   | ۱۵۰٬۰۳۹٬۰۰۰ | $۰٫۷۵۲ تریلیون                                    | $۲۸۵٫۸ میلیارد            | $۴٬۵۶۱                                                      | $۱٬۷۵۴                                 | $۳۷٫۶ میلیارد  | $۴۰٫۷ میلیارد  | $۷۸٫۶ میلیارد    | ۰٫۵۷۹                    |
| مصر       | ۹۲٬۱۰۰٬۰۰۰  | $۱٫۳ تریلیون                                      | $۲۵۳٫۲ میلیارد            | $۱۳٬۳۳۰                                                     | $۲٬۶۱۱                                 | $۲۷٫۱ میلیارد  | $۵۵٫۲ میلیارد  | $۸۲٫۳ میلیارد    | ۰٫۶۹۱                    |
| اندونزی   | ۲۳۷٬۶۴۱٬۰۰۰ | $۳٫۵ تریلیون                                      | $۱٬۰۷۴٫۹ میلیارد          | $۱۳٬۱۶۲                                                     | $۴٬۰۵۲                                 | $۱۷۹٫۴ میلیارد | $۱۶۸٫۴ میلیارد | $۳۴۷٫۸ میلیارد   | ۰٫۶۸۹                    |
| ایران     | ۷۸٬۱۹۲٬۲۰۰  | $۱٫۷۵ تریلیون                                     | $۴۱۸٫۸ میلیارد            | $۲۱٬۲۴۱                                                     | $۵٬۰۸۶                                 | $۹۵٫۷ میلیارد  | $۶۱٫۲ میلیارد  | $۱۵۶٫۹ میلیارد   | ۰٫۷۶۶                    |
| مکزیک     | ۱۲۳٬۳۳۷٬۰۰۰ | $۲٫۵ تریلیون                                      | $۱٬۲۱۲٫۸ میلیارد          | $۲۰٬۶۱۷                                                     | $۹٬۷۲۳                                 | $۴۰۶٫۴ میلیارد | $۴۰۷٫۱ میلیارد | $۸۱۳٫۵ میلیارد   | ۰٫۷۶۲                    |
| نیجریه    | ۱۷۴٬۵۰۷٬۵۳۹ | $۱٫۱ تریلیون                                      | $۴۰۸٫۶ میلیارد            | $۶٬۰۲۷                                                      | $۲٬۱۰۸                                 | $۹۳٫۰۱ میلیارد | $۵۲٫۷ میلیارد  | $۱۴۵٫۷۱ میلیارد  | ۰٫۵۱۴                    |
| پاکستان   | ۲۰۹٬۹۷۰٬۰۰۰ | $۱٫۱۵ تریلیون                                     | $۳۱۳٫۱۳ میلیارد           | $۵٬۶۷۷                                                      | $۱٬۶۴۱                                 | $۲۵٫۱ میلیارد  | $۴۵٫۰۷ میلیارد | $۷۰٫۱۷ میلیارد   | ۰٫۵۵۰                    |
| فیلیپین   | ۱۰۶٬۵۸۴٬۰۰۰ | $۰٫۹۶ تریلیون                                     | $۴۰۰ میلیارد              | $۹٬۸۶۲                                                      | $۳٬۸۹۴                                 | $۵۳٫۳ میلیارد  | $۶۳٫۶ میلیارد  | $۱۱۶٫۹ میلیارد   | ۰٫۶۸۲                    |
| کره جنوبی | ۵۰٬۰۰۴٬۴۴۱  | $۲٫۱ تریلیون                                      | $۱٬۶۹۳٫۲ میلیارد          | $۴۰٬۷۷۵                                                     | $۳۲٬۸۶۷                                | $۵۷۲٫۷ میلیارد | $۵۲۵٫۵ میلیارد | $۱٬۰۹۸٫۲ میلیارد | ۰٫۹۰۱                    |
| ترکیه     | ۷۳٬۷۲۳٬۰۰۰  | $۲٫۳ تریلیون                                      | $۹۰۹٫۸ میلیارد            | $۲۸٬۳۴۷                                                     | $۱۱٬۱۱۴                                | $۱۷۶٫۶ میلیارد | $۲۴۰٫۴ میلیارد | $۴۱۷ میلیارد     | ۰٫۷۶۱                    |
| ویتنام    | ۹۳٬۳۸۸٬۰۰۰  | $۰٫۷۰۵ تریلیون                                    | $۲۴۰٫۷ میلیارد            | $۷٬۴۶۳                                                      | $۲٬۵۴۶                                 | $۱۴۷ میلیارد   | $۱۳۸٫۶ میلیارد | $۲۸۵٫۶ میلیارد   | ۰٫۶۸۳                    |